# Terèsa Pambrun-Lavit
Terèsa Pambrun-Lavit (Lourdes, Francia, 17 de marzo de 1954) es una escritora francesa en occitano. Su obra más conocida es Sho!, editada por el Instituto de Estudios Ilerdenses en 2006 y ganadora de su premio de narración corta en occitano. También ha escrito materiales pedagógicos como Trepa-mandrilha, Palhassa o –en colaboración- Alisadas. Otras obras suyas son Arcolin; seguit de Cèu bleu, Memòrias de peira y Passejada als quatre vents.